# Brigitte Capune-Kitka
Brigitte Capune-Kitka (* 25. Mai 1953 in Düren) ist eine deutsche Politikerin (FDP).
Nach dem Abitur 1972 studierte Capune-Kitka von 1972 bis 1975 Geographie, Deutsch und Kunst an der Pädagogischen Hochschule in Aachen. Nach Examen und Referendarzeit arbeitete sie von 1977 bis 1980 als Stewardess für die LTU. Seit 1980 ist sie im Schuldienst tätig.
Capune-Kitka, seit 1987 Mitglied der FDP, war von 2000 bis 2005 Abgeordnete des 13. Landtags von Nordrhein-Westfalen. Sie zog über den Listenplatz 24 der Landesliste ihrer Partei in den Landtag ein. 
Dem Rat der Stadt Düren gehörte sie von 1999 bis 2009 an und war seit 2004 Fraktionsvorsitzende.